# Dschamal ad-Din al-Qasimi
Dschamal ad-Din al-Qasimi (arabisch جمال الدين القاسمي, DMG Ǧamāl ad-Dīn al-Qāsimī; geb. 1. Oktober 1866, Damaskus; gest. 18. April 1914) war ein syrisch-arabischer islamischer Gelehrter und „Reformer“.
Er war eine führende Figur der salafistischen Bewegung des frühen 20. Jahrhunderts. Er predigte an der Sinan-Pascha-Moschee in Damaskus und ist der Autor zahlreicher religiöser Abhandlungen, darunter sein Buch irschad al-chalq.
Er ist der Sohn eines islamischen Rechtsgelehrten und hat sich seit seiner Kindheit dem Studium des Korans gewidmet. Wie Tāhir al-Dschazā'irī (1852–1920) war auch al-Qasimi ein Schüler von Abd ar-Razzaq al-Bitar (gest. 1917), der die Salafisten-Schule von Damaskus (Damascene Salafiyya) in der zweiten Hälfte des 19. Jahrhunderts mitgeprägt hatte. Er engagierte sich in der religiösen Erziehung im Gebiet des heutigen Syrien, Libanon, Jordanien und Palästina. Seine Ideen wurden von der konservativeren Ulema angegriffen und er sah sich Verfolgungen ausgesetzt, infolgedessen entfernte er sich von aktiven öffentlichen Aktivitäten und befasste sich ausschließlich mit dogmatischen Fragen. Er ist Verfasser vieler religiöser Abhandlungen. Seine Koranexegese (Tafsīr al-Qāsimī) wurde von Muhammad Fu'ad Abdul-Baqi herausgegeben.